# Giusto Recanati
Venanzio Benedetto Giuseppe Recanati, na religião Giusto da Camerino (Camerino, 9 de agosto de 1789 - Roma, 17 de novembro de 1861), foi um cardeal e bispo católico italiano.

## Biografia
Estudou no seminário de Camerino e em 8 de dezembro de 1803 abraçou a vida religiosa entre os capuchinhos no convento de Cingoli, assumindo o nome de frei 'Giusto; foi ordenado sacerdote em 22 de fevereiro de 1812.
Foi membro da comunidade conventual de Fabriano, professor de teologia e filosofia em Jesi e prefeito do colégio para as missões capuchinhas de São Fedele, em Roma; em 1844 foi eleito definitório geral de sua ordem.
Foi consultor das congregações de bispos e regulares, da propaganda fide e da inquisição.
Eleito bispo titular de Trípoli em 3 de julho de 1848, foi consagrado no dia 9 de julho seguinte na basílica dos Santi XII Apostoli em Roma pelo cardeal Antonio Francesco Orioli assistido por Girolamo d'Andrea, arcebispo titular de Melitene, e por Domenico Lucciardi, arcebispo titular de Damasco.
De 22 de agosto de 1848 a 5 de setembro de 1851 foi administrador apostólico de Senigallia e em 13 de janeiro de 1852 foi nomeado assistente do trono papal.
Ele foi criado cardeal sacerdote pelo Papa Pio IX no consistório de 7 de março de 1853 e recebeu o título de Santi XII Apostoli.
Ele morreu em 1861 e foi enterrado na igreja de Santa Maria della Concezione dei Cappuccini, em Roma.